# Emanuel Villa
Pour les articles homonymes, voir villa (homonymie).
Emanuel Alejandro Villa (né le 24 février 1982 à Casilda, dans la province de Santa Fe, en Argentine) est un ancien footballeur argentin qui évoluait au poste d'attaquant.

## Biographie
En novembre 2012, il signe en faveur des Tigres UANL.

## Clubs successifs
- 2000-2001 : CA Huracán  Argentine
- 2001-2002 : Atlético de Rafaela  Argentine
- 2002-2004 : Clube Atlético Bragantino  Brésil
- 2004-2006 : Rosario Central  Argentine
- 2006-2007 : CF Atlas  Mexique
- 2007-2008 : UAG Tecos  Mexique
- 2008-2009 : Derby County  Angleterre
- 2009-2012 : Cruz Azul  Mexique
- 2012-nov. 2012 : Pumas UNAM  Mexique
- nov. 2012-2015 : Tigres UANL  Mexique
  - 2015 : Querétaro FC  Mexique (prêt)
- 2016-2018 : Querétaro FC  Mexique
  - 2018 : Celaya FC  Mexique (prêt)